# Saint-Germain-des-Champs
 Saint-Germain-des-Champs  es una población y comuna francesa que se encuentra en la región de Borgoña, departamento de Yonne, en el distrito de Avallon y cantón de Quarré-les-Tombes.

## Demografía
| 630 | 600 | 503 | 450 | 434 | 395 |
| Para los censos de 1962 a 1999 la población legal corresponde a la población sin duplicidades (Fuente: INSEE [Consultar]) |     |     |     |     |     |